# Kim Ja-ok
Đây là một tên người Triều Tiên, họ là Kim.
Kim Ja-ok (tiếng Hàn: 김자옥; Hanja: 金慈玉; Hán-Việt: Kim Từ Ngọc, 11 tháng 10 năm 1951-16 tháng 11 năm 2014) là một nữ diễn viên người Hàn Quốc.

## Tiểu sử
Kim Ja-ok sinh ngày 11 tháng 10 năm 1951 tại Busan. Bà là con gái thứ 3 trong một gia đình có 2 con trai, 5 con gái. Cha bà là thi nhân Kim Sang Hwa, một thời làm giáo viên dạy nhạc tại trường cấp 3 ở Busan. Bà theo học khoa điện ảnh tại trường đại học Hanyang. Năm 21 tuổi, Kim Ja Ok được chọn vào khóa diễn viên thứ 2 của đài MBC Hàn Quốc. Vào những năm đầu sự nghiệp - đầu thập kỷ 70, bà chủ yếu tham gia trong các series phim truyền hình nhưng đến cuối thập kỷ 70, bà tập trung vào mảng phim điện ảnh. 
Trong giai đoạn từ năm 1975 đến 1979, bà liên tiếp được vinh danh tại lễ trao giải thưởng danh giá Baeksang Arts Awards ở các hạng mục như Nữ diễn viên truyền hình xuất sắc nhất, Nữ diễn viên truyền hình được yêu thích nhất, Nữ diễn viên điện ảnh xuất sắc nhất.
Kim Ja Ok đã từng qua hai lần đò, những năm cuối đời bà sống bên người chồng thứ hai là nam ca sĩ trung niên Oh Seung Geun. Bà có 1 người con gái và 1 con trai. 
Năm 2008, bà phải tiến hành phẫu thuật ung thư đại tràng. Ngày 16 tháng 11 năm 2014, bà qua đời sau thời gian dài chống trọi với bệnh tật ở tuổi 63. Đám tang được cử hành tại nhà tang lễ bệnh viện Mary của Đại học Công giáo ở Seoul.

## Sự nghiệp diễn xuất

### Phim điện ảnh
| Năm  | Tựa đề                       | Tên khác                           | Tên tiếng Hàn                 | Vai                       | Đạo diễn          |
| ---- | ---------------------------- | ---------------------------------- | ----------------------------- | ------------------------- | ----------------- |
| 1976 | Common Woman                 | A Common Woman                     | Botong-yeoja                  |                           | Byun Jang-ho      |
| 1978 | Miss O's Apartment           | Miss Oh's Apartment                | O-yang-ui Apateu              | Oh Mi-yeong               | Byun Jang-ho      |
| 1978 | Yeong-ah's Confession        |                                    | Yeonga-ui gobaeg              |                           | Byun Jang-ho      |
| 1978 | Scar                         | Wound                              | Sangcheo                      | Ha-young                  | Ki Kim            |
| 1978 | Killer Butterfly             | A Woman After a Killer Butterfly   | Salin nabireul jjonneun yeoja |                           | Ki-young Kim      |
| 1978 | Man on Top of a Roof         |                                    | Jibung-wi-ui namja            |                           | Park Nam-Su       |
| 1979 | Water Lady                   | Woman of Water                     | Sunyeo (Susyeo)               |                           | Ki-young Kim      |
| 1979 | Miss O's Apartment Part 2    | Miss Oh's Apartment Part 2         | O-yang-ui Apateu 2            | Mi-yeong                  | Byun Jang-ho      |
| 1979 | Riding a Wooden Horse        | The Woman on the Ferris Wheel      | Mogma-wi-ui yeoja             |                           | Eung-cheon Kim    |
| 1979 | Under an Umbrella            | Rainy Day in Autumn                | Ga-eulbi usansog-e            |                           |                   |
| 1979 | The Woman Who Stole the Sun  |                                    | Tae-yang-eul humchin yeoja    |                           |                   |
| 1979 | Red Gate of Tragedy          |                                    | Bilyeon-ui hongsalmun         |                           |                   |
| 1980 | She Is Something             | An Awful Woman                     | Geu yeoja salamjabne          |                           |                   |
| 1980 | The Woman of Tuesday Night   | Tuesday Night's Woman              | Hwa-yo-ilbam-ui yeoja         |                           |                   |
| 1980 | One Night at a Strange Place | One Night in an Unfamiliar Place   | Nachseon gos-eseo halusbam    |                           |                   |
| 1981 | Not for the World            | An Unhappy Life                    | I sesang dajunda haedo        |                           |                   |
| 1981 | Lovable You                  | You Whom I Cannot Hate             | Mi-wohal su eobsneun neo      |                           |                   |
| 1988 | Reality                      |                                    | Daemul                        |                           |                   |
| 1989 | Wake Up The Dawn             |                                    | Saebeok-oeul Kkaewuriroda     |                           |                   |
| 1995 | Secret                       |                                    | Biseol                        |                           |                   |
| 2003 | My Tutor Friend              | Tutoring a Student of the Same Age | DongGabnaegi Gwaoe-hagi       | Su-wan's Mother           | Kim Kyeong-hyeong |
| 2005 | Jenny, Juno                  |                                    | Jeni, Juno                    | Jenny's Mother            | Kim Ho-jun        |
| 2009 | Descendants of Hong Gil Dong | The Righteous Thief                | Hongkildongui Huye            | Seok Myeong-Ae            | Jeong Yong-Ki     |
| 2013 | Nobody's Daughter Haewon     |                                    | Nugu-ui ttal-do anin Haewon   | Jin-joo (Haewon's Mother) | Hong Sang-soo     |

### Phim truyền hình
| Năm  | Tựa đề                                                   | Tên khác | Tên tiếng Hàn                              | Vai                                       | Đạo diễn                                    |
| ---- | -------------------------------------------------------- | --- | ------------------------------------------ | ----------------------------------------- | ------------------------------------------- |
| 1980 | Terminal Point                                           | |                                            |                                           |                                             |
| 1991 | The Royal Way                                            | The Royal Road | Wang Do                                    | Queen Jeongsun                            | Kim Jae Hyung                               |
| 1994 | Last Lovers                                              | | Majimak Yeonin                             |                                           | So Won Young                                |
| 1996 | Jo Gwang Jo                                              | |                                            |                                           | Uhm Ki Baek                                 |
| 1997 | Sea of Ambition                                          | | Yongmangui Bada                            | Yeo Jin (Kyung Ho's Aunt)                 | Uhm Ki Baek                                 |
| 1999 | Springtime                                               | Youth / Days of Youth | Chungchoon                                 |                                           | Choi Yoon Suk                               |
| 1999 | The Boss                                                 | Women Like You | Wang Cho (Wang Jo)                         |                                           | Jang Yong Woo                               |
| 1999 | Tomato                                                   | |                                            | Se Ra's Mother                            | Jang Ki Hong                                |
| 1999 | Rising Sun, Rising Moon                                  | Rising Sun and Moon | Hae tteu go Dal tteu go                    | Yoon Ji's Mother                          | Park Chan Hong, Hwang Eui Kyung             |
| 2000 | Wang Rung's Land                                         | Wang Rung's Great Farm Land | Wang rung ei Dae ji                        | Gyo Ha Daek                               | Lee Jong Han                                |
| 2000 | More Than Words Can Say                                  | | Jot eun geol Eo tteok hae                  | Yeo Nam Sook (Jang Soo's Mother)          | Kim Yong Kyu                                |
| 2001 | How Should I Be?                                         | What in the World | Eojjeomyeon Joha                           | Gong Hee Joo (Ri & Jin's Mother)          | Yoo Jung Joon                               |
| 2001 | Sangdo                                                   | The Merchant | Sangdo                                     | Mi Geum's Mother                          | Lee Byung Hoon                              |
| 2001 | This is Love                                             | |                                            | Jang Keum Nan (Hoon Sook's Mother)        | Moon Bo Hyun, Jin Hyung Wook                |
| 2003 | On the Prairie                                           | On the Green Fields | Jeo Pu-reun Cho-won-wi-e                   | Bang Ok Hee (Tae Woong's Mother)          | Park Chan Hong                              |
| 2003 | Escape From Unemployment                                 | | Baek su tal chul                           | Kim Ki Ok                                 | Oh Se Kang                                  |
| 2003 | Cats on the Roof                                         | Rooftop Room Cat / Attic Cat | Ok-tap-bang Go-yang-ee                     | Kim Soon Duk (Jung Eun's Mother)          | Kim Sa Hyun                                 |
| 2003 | One Million Roses                                        | A Million Roses/ Million Blossoms of Roses                                                                                               | Baekmansongi Jangmi                        | Jo Mal Bong (Yu Jin's Mother)             | Moon Bo Hyun, Park Man Young                |
| 2003 | Apgujeong House                                          | | Apgujeong Jonggatjip (Apgujeong Jonggajip) | Mother                                    | Kim Yong Jae                                |
| 2004 | Ms. Kim’s Million Dollar Quest                           | Miss Kim's Making One Billion Won Project / Miss Kim's Adventures in Making a Million / Troublemaker Miss Kim / Miss Kim Makes 1 Million | Paranmanjang Miseu Kim 10 Eok Mandeulgi    |                                           | Jang Ki-Hong, Lee Min Chul                  |
| 2004 | Count of Myeongdong                                      | Count of Myungdong | Myeongdong Baekjak                         | Lee Hwa Ryong's sister                    | Lee Chang Yong, Nam Nae Won, Park Ho Kyung] |
| 2005 | Be Strong, Geum-soon!                                    | |                                            | Son Jung-sim (Geum-soon's Mother-in-Law)  | Lee Dae-young                               |
| 2005 | Bad Housewife                                            | Mr. Housewife / Bad Wife / House Husband                                                                                                 | Bul-lyang Joo-boo                          | Park Ok Ja (Mi Na's Mother)               | Yoo In Shik, Jang Tae Yoo]                  |
| 2005 | My Lovely Sam Soon                                       | My Name is Kim Sam Soon |                                            | Park Bong-sook (Sam Soon's Mother)        | Kim Yoon-cheol                              |
| 2006 | The Invisible Man                                        | The Invisible Man, Choi Jang Soo | Tumyeongingan Choe Jang Su                 | Kang Sook Ja                              | Jung Hae Ryong                              |
| 2006 | My Beloved Sister                                        | My Older Sister / My Beloved Sister | Noona / Nuna                               | Gun Woo's Mother                          | Oh Kyung Hoon                               |
| 2007 | Heaven & Earth                                           | Like Land and Sky / As Much as Heaven and Earth                                                                                          | Haneul Mankeum Ddang Mankeum               | Ahn Hye-kyung (Eun-joo & Eun-ha's Mother) | Moon Bo-hyun                                |
| 2007 | Several Questions That Make Us Happy                     | | Woorereul Haengbok Hake Myeot Kaji Chilmun | Yeong-Wook                                | Jun-ki Seong, Hong Seok-Ku, Yong-su Kim     |
| 2007 | Coffee Prince                                            | Coffee Prince | Keopipeurinseu 1 Hojeom                    | Han-kyul's Mother                         | Lee Yoon-jung                               |
| 2007 | Kimcheed Radish Cubes                                    | Just Love | ggak-du-gi                                 | Choi Ji Sook                              | Kwon Suk Jang                               |
| 2007 | Evasive Inquiry Agency                                   | A Sloppy Inquiry Office |                                            | (cameo)                                   | Ham Young Hoon, Hwang In Hyuk, Lee Hyun Duk |
| 2007 | Four Gold Chasers                                        | | Eolreong Ddungddang Hong Shin So           |                                           | Ham Yeong-Hun, Hwang In-Hyuk                |
| 2008 | Single Dad in Love                                       | Single Papa in Love | Singgeul Papaneun Yeolaejung               | Jung Eun Ji (Hyun Ki's Mother)            | Moon Bo Hyun                                |
| 2008 | Working Mom (TV series)                                  | | Woking Mam                                 | Kim Bok-sil                               | Oh Jong-rok                                 |
| 2008 | Worlds Within                                            | The World That They Live In | Geudeuli Saneun Sesang                     | Park Soo-jin (actress)                    | Pyo Min-soo, Kim Kyu-tae                    |
| 2009 | The Accidental Couple                                    | Geu Babo (That Fool) / While I Was Looking / That Dummy / Just Looking                                                                   | Geujeo Bara Bodaga                         | Director Yoon's First Love (cameo)        | Ki Min-soo                                  |
| 2009 | High Kick Through the Roof (Gia đình là số một - phần 2) | Unstoppable High Kick (Season) 2 / High Kick 2                                                                                           | Jibungttulgo Haikik                        | Kim Ja-ok                                 | Kim Byung Wook, Kim Young Ki, Jo Chan Joo   |
| 2010 | Mom is Pretty Too                                        | Even Mom is Pretty / Mom is Also Pretty / Pretty Mom                                                                                     | Eommado Yeppeuda                           | Lee Soon Jin                              | Uhm Ki Baek                                 |
| 2011 | Ojakgyo Family                                           | Ojakgyo Brothers | Ojakgyo hyeongjaedeul                      | Park Bok-ja (Tae-sik & Tae Pil's Mother)  | Ki Min-soo                                  |
| 2011 | Can't Lose                                               | Can't Live With Losing / I Can't Live Losing                                                                                             | Jigoneun Motsal-a                          | Hong Geum Ji                              | Lee Jae Dong                                |
| 2012 | Tasty Life                                               | Delicious Life | Matittneun Insaeng                         |                                           | Woon Goon-Il                                |
| 2013 | Thrice Married Woman                                     | The Woman Who Married Three Times / She Gets Married Thrice                                                                              | Sebeon Gyeolhonhaneun Yeoja                | Madam Son (Joon-goo's Mother)             | Son Jung-hyun                               |